# Deloraine (Tasmanie)
Pour les articles homonymes, voir Deloraine.
Deloraine est une petite ville australienne (2 741 habitants en 2011,) de la zone d'administration locale du Conseil de la vallée Meander, au centre de la partie nord de la Tasmanie, en bordure de la Bass Highway, à 50 km à l'ouest de Launceston.

## Histoire
La région de l'actuelle Deloraine fut explorée en 1821 un certain Captain Roland qui cherchait des terres cultivables.
Deloraine tire son nom du personnage William of Deloraine mentionné plusieurs fois dans le poème de Sir Walter Scott « Le Lai du dernier ménestrel » (The Lay of the Last Minstrel),.

## Économie

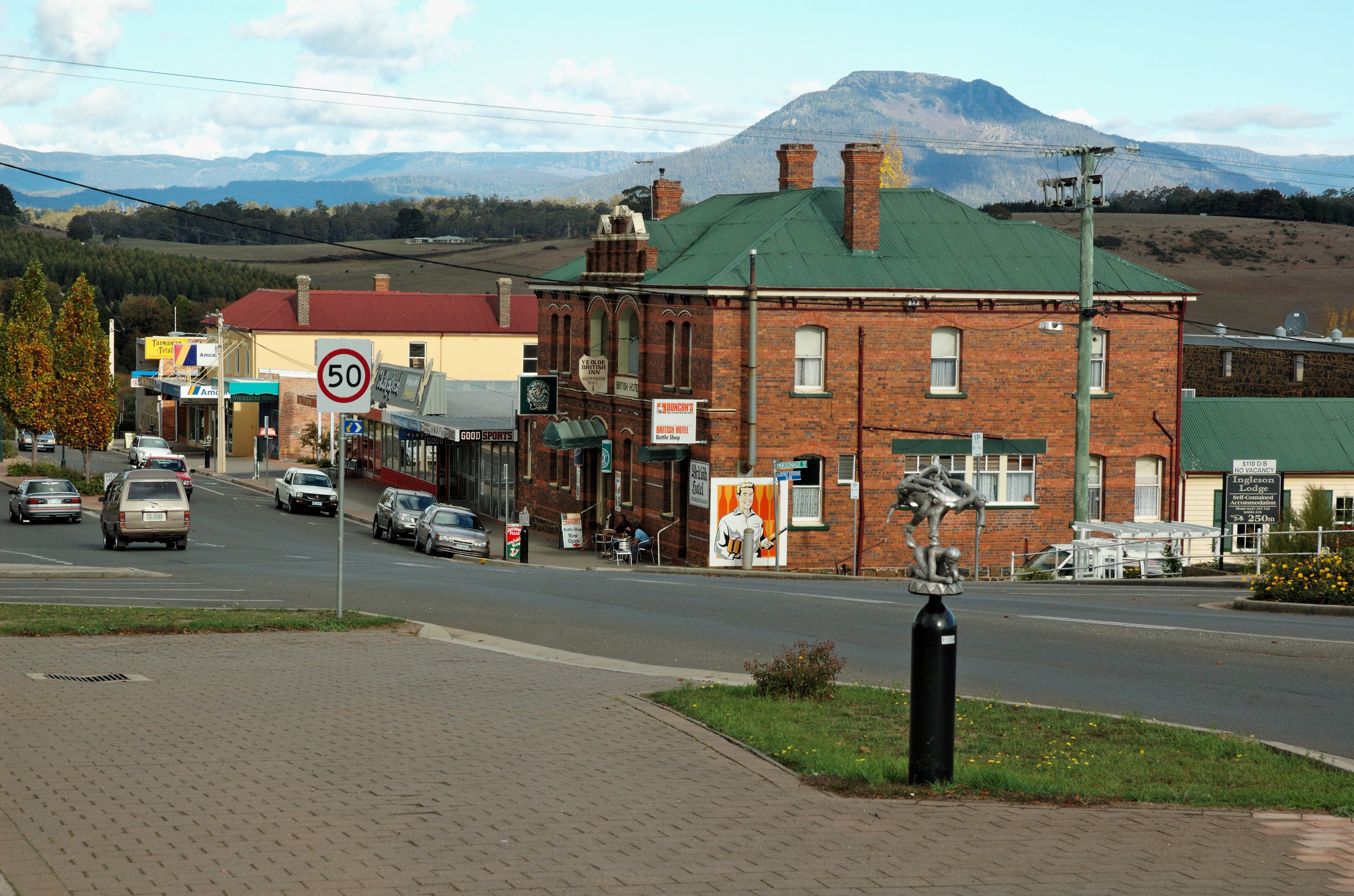
La rue principale de Deloraine, avec le Great Western Tiers en arrière-plan.

L'économie de Deloraine est principalement agricole, avec un complément substantiel apporté par le tourisme.
Ainsi, la ville sert de base de départ aux touristes qui veulent parcourir le mont Cradle, le Great Western Tiers (en), le parc national Mole Creek Karst et les Massifs Centraux de Tasmanie.

## Culture et société
Deloraine est jumelée avec Westland District en Nouvelle-Zélande

## Crédit d'auteurs
- (en) Cet article est partiellement ou en totalité issu de l’article de Wikipédia en anglais intitulé « Deloraine, Tasmania » (voir la liste des auteurs).